# Besetzung der rumänischen Botschaft in Bern

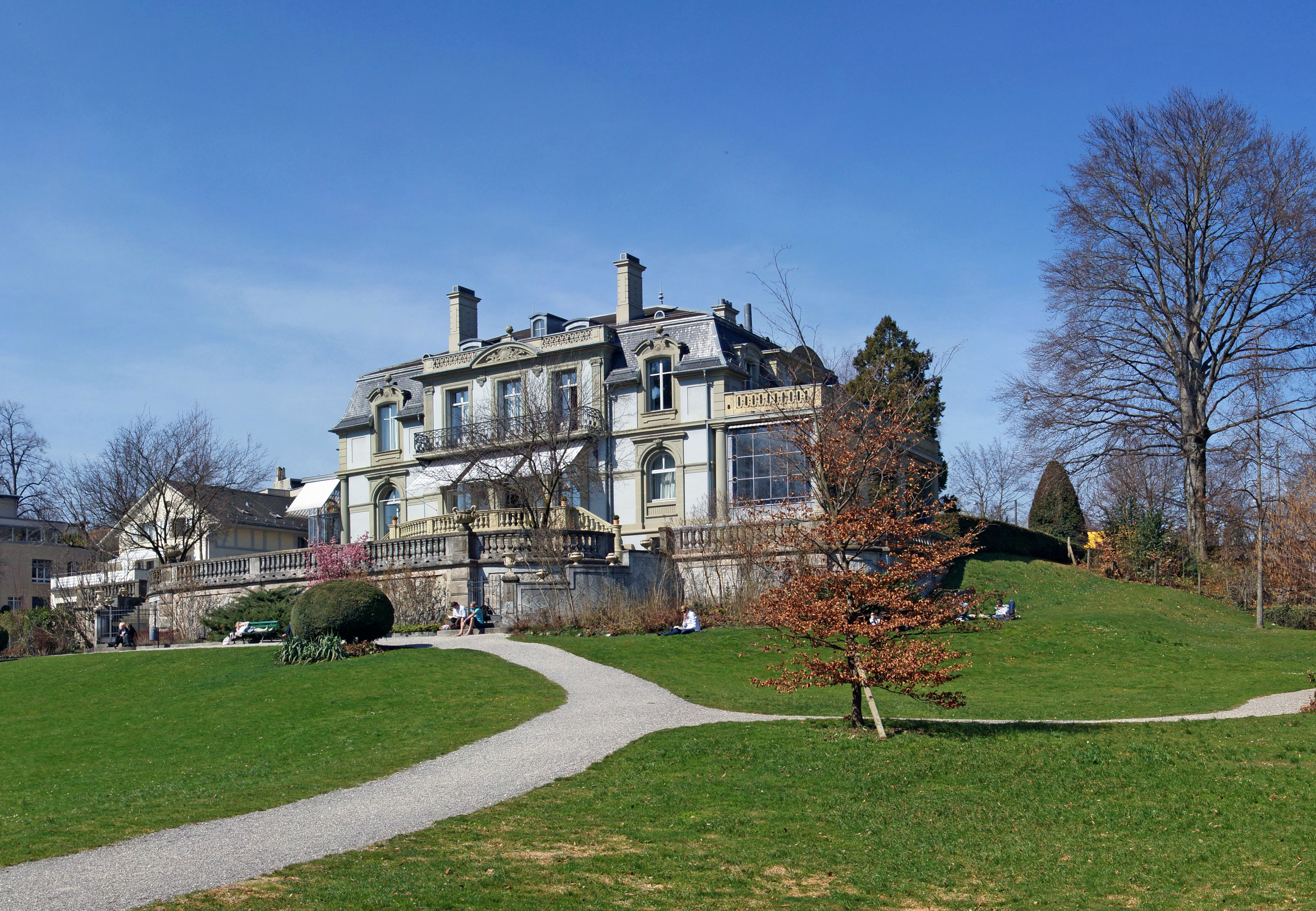
Botschaftsgebäude (Foto von 2010)

Die Besetzung der rumänischen Botschaft in Bern von 1955 war eine politisch motivierte Geiselnahme.

## Ablauf
Eine Gruppe von vier Exilrumänen besetzte am 14. Februar 1955 die Gesandtschaft der Volksrepublik Rumänien in der Schweiz und nahm mehrere Mitarbeiter als Geiseln. Ein Mitarbeiter wurde erschossen. Die aus Westdeutschland angereiste Gruppe forderte gemäss Presseberichten die Freilassung von fünf ihnen nahestehenden, in Rumänien gefangenen führenden Persönlichkeiten der Bauernpartei und der Liberalen. Weiter planten sie die Entwendung von Geheimakten. Die Exil-Rumänen wollten sich der Archive der Gesandtschaft bemächtigen, um zu beweisen, dass diese die Zentrale eines weitverzweigten Spionagenetzes sei. Am 16. Februar ergaben sich die Männer der Berner Polizei.
Sie wurden vom Schweizer Bundesstrafgericht zu Zuchthausstrafen von 16 Monaten bis zu vier Jahren abzüglich Untersuchungshaft und zur Landesverweisung für fünf Jahre verurteilt. In der antikommunistisch orientierten Schweizer Presse wurden diese Urteile als milde eingestuft.
Der Anführer Oliviu Beldeanu wurde nach seiner Entlassung aus Schweizer Haft von West- nach Ost-Berlin verschleppt, dort festgenommen, von der DDR nach Rumänien überstellt und dort zum Tode verurteilt.